# Iliyan Nedkov
Iliyan Nedkov (n. 18 martie 1958) este un judocan ce a reprezentat Bulgaria, medaliat olimpic. A participat la o ediție a Jocurilor Olimpice (1980) în care a câștigat o medalie de bronz.

## Participări
Lista de mai jos prezintă principalele competiții la care a participat Iliyan Nedkov de-a lungul carierei.
- judo at the 1980 Summer Olympics – men's 65 kg[*]